# ¿Sueñan los androides con ovejas eléctricas?
¿Sueñan los androides con ovejas eléctricas? (en inglés: Do Androids Dream of Electric Sheep?) es una novela corta de ciencia ficción del subgénero ciberpunk del autor Philip K. Dick (1928-1982) publicada inicialmente en 1968. Fue adaptada libremente por Ridley Scott en la película Blade Runner de 1982. Dick murió ese mismo año, antes de que se estrenara el filme. Posteriormente también se adaptó en cómics, una obra de teatro y un serial radiofónico.
La acción se sitúa en un mundo lleno de polvo radiactivo después de una guerra nuclear que terminó matando a la mayoría de los animales, llevando a que la gente tenga animales eléctricos. El protagonista es Rick Deckard, un experto cazador de androides renegados, tarea a la que él mismo se refiere como «retirar». En la historia, tendrá que retirar a un grupo de androides de última generación, modelo Nexus-6, que tienen como peculiaridad ser casi idénticos al ser humano y que han llegado hasta la Tierra huyendo desde una colonia espacial debido a las terribles condiciones a las que estaban sometidos.
La novela, uno de los clásicos del autor, trata temas como el impreciso límite entre lo artificial y lo natural, la decadencia de la vida y la sociedad, y aborda diversos problemas éticos sobre los androides. También, dada su estética y descripciones de un mundo destruido, abandonado, donde la tecnología es omnipresente, dentro de la ciencia ficción se la puede enmarcar en el subgénero ciberpunk.

## Conceptos y argumento
¿Sueñan los androides con ovejas eléctricas? transcurre en 1992 (2021 en algunas ediciones más recientes de la novela), varios años después de la lluvia radioactiva provocada por la Guerra Mundial Terminus, que destruyó gran parte de la Tierra. Este polvo radiactivo que contamina gran parte de la Tierra no se había originado en ningún país y no había sido previsto, y sin embargo, se había ido extendiendo hasta abarcar gran parte del globo.
Como consecuencia, las Naciones Unidas alientan y animan a la gente a emigrar a colonias fuera de la Tierra para preservar a la raza humana de los efectos del polvo radiactivo producido por la guerra. La ONU utiliza medios como la televisión para promover la emigración, mediante frases como «¡Emigra o degenera! ¡Elige!». Uno de los incentivos es que cada familia que decida emigrar recibirá un androide sirviente hecho a medida. En la novela el término «androide» es usado generalmente para referirse a seres artificiales de composición biológica —«Androide Orgánico» según el libro—, aunque en la ciencia ficción moderna el término ha llegado a significar a máquinas no-biológicas, p. ej.: los robots.

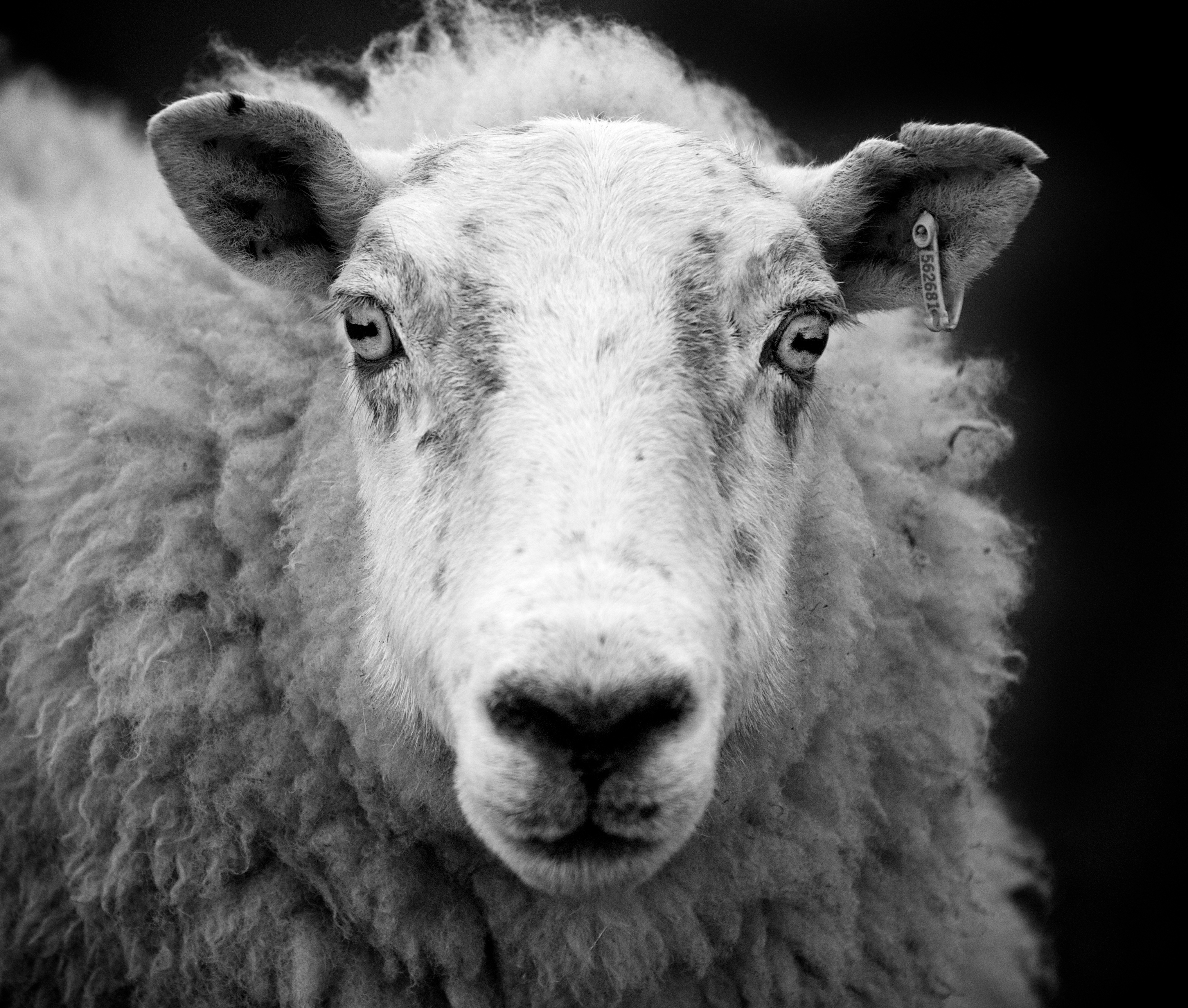
Rick Deckard posee una oveja eléctrica en el tejado de su edificio. En el mundo del libro, tener y cuidar un animal real es considerado símbolo de alto estatus social.

Las personas que permanecen en la Tierra viven en ciudades caóticas donde la radiación causa enfermedades y daña sus genes. Todos los animales están en peligro de extinción: el polvo radiactivo ha matado todas las aves y diezmado a las otras especies animales. Tener y cuidar un animal se considera un símbolo de alto estatus social y una responsabilidad moral, dependiendo en la rareza de la especie. Los animales se compran y venden tomando como referencia el último número de la revista Sydney de aves y animales; los animales figuran allí con el precio del último ejemplar vendido. El alto coste de los animales reales hace prohibitivo para la mayoría de las familias tener uno así que eligen adquirir uno artificial para mantener su posición social. El protagonista de la historia, Rick Deckard, tenía una oveja que murió de tétanos y la reemplazó por una réplica eléctrica del animal para mantener las apariencias. Las empresas encargadas de crear, reparar y atender animales eléctricos gozan de popularidad en esta sociedad. Preguntar si el animal del vecino es eléctrico se considera descortés, «más aún que averiguar si los dientes, el pelo o los órganos internos de una persona son genuinos».
Los androides son usados en colonias humanas, principalmente la de Marte, pero muchos de ellos huyen a la Tierra para escapar de la soledad del planeta rojo y para ser libres de la esclavitud a la que los someten los humanos. Se fabrican con elementos completamente orgánicos y son físicamente indistinguibles de las personas. Funcionarios como Deckard rastrean y «retiran» androides fugitivos que generalmente se hacen pasar por humanos pues su estancia en la Tierra está prohibida. Después de ser retirado se realiza un análisis de médula a los restos del androide para comprobar que no se haya asesinado a un ser humano. Debido a diferencias en el nervio vago, un androide puede suicidarse con sólo contener la respiración.
Es necesario para los cazadores de recompensas aplicar pruebas como la de empatía de Voight-Kampff para diferenciar humanos de androides. La prueba mide la reacción y el movimiento de los ojos en respuesta a disparadores emocionales, muchos de los cuales involucran maltrato a los animales. Como los androides no pueden sentir empatía, su respuesta emocional es significativamente diferente a la de los seres humanos, ya sea que en intensidad o en tiempo de respuesta. La prueba de Boneli, algo más sencilla, mide la velocidad de respuesta del Arco Reflejo que se produce en los ganglios superiores de la columna vertebral.
Otro de los instrumentos de la novela es el «Órgano de Ánimos Penfield» («Climatizador de Ánimo Penfield» en algunas traducciones), llamado así por el neurólogo Wilder Penfield, que induce emociones en los usuarios. El usuario puede marcar un número y experimentar de forma automática cierto humor o emoción. Ejemplos incluyen: «Conciencia de las múltiples posibilidades que el futuro me ofrece» (481), «Reconocimiento satisfactorio de la sabiduría superior del marido en todos los temas» (594), «Deseos de ver la televisión, no importa lo que haya» (888), «Descanso reparador y merecido» (670) y «Deseo de marcar» (3). Muchos usuarios tienen un programa diario de ánimos.
El icono cultural más significativo de la Tierra es el «Amigable Buster», el jovial presentador del talk show de humor El programa del Amigable Buster, emitido simultáneamente tanto por radio como por televisión 23 horas al día, por lo que algunos personajes en la novela infieren que se trata de un androide. Buster ataca frecuentemente en sus programas el mercerismo.

### Mercerismo
El mercerismo es un prominente movimiento religioso/filosófico de la Tierra. El movimiento está basado en la historia de Wilbur Mercer, un hombre que vivió antes de la Guerra. Él se esfuerza para revertir la putrefacción, la decadencia del mundo tumba y ascender de nuevo a la Tierra escalando una inmensa cuesta. Sus adversarios le lanzan rocas a lo largo del camino, hasta que Mercer alcanza la cima, y el ciclo vuelve a empezar.

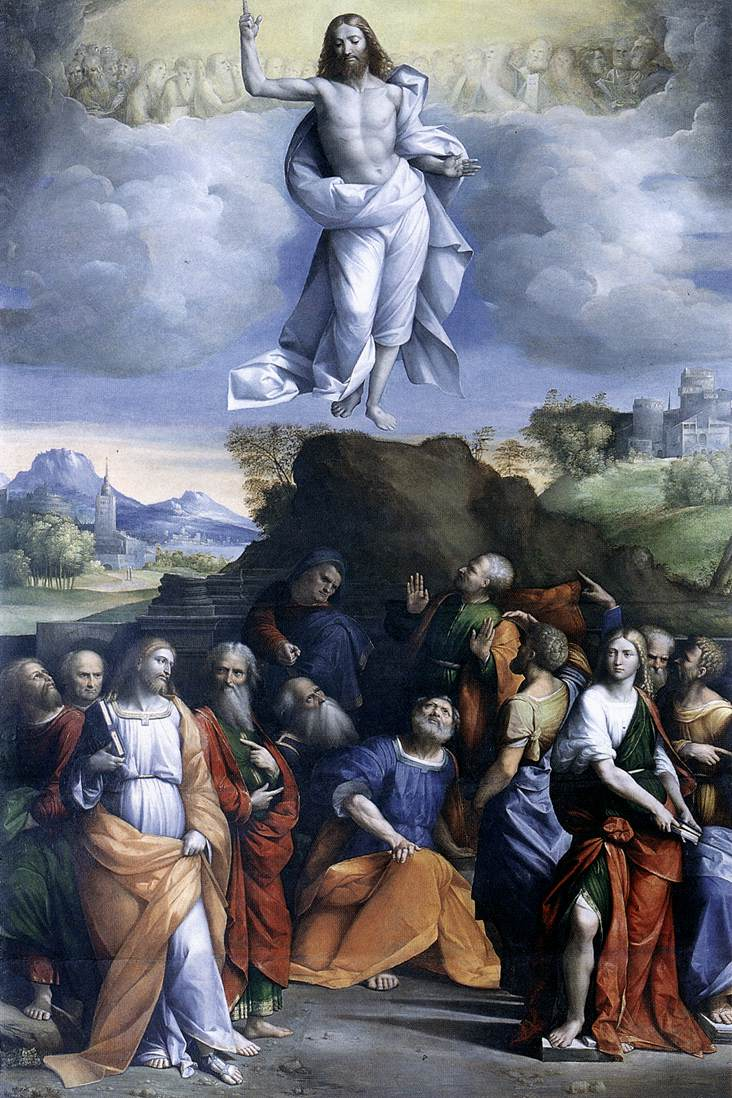
El personaje de Mercer ha sido relacionado con la figura cristiana de Jesucristo.

Los seguidores del mercerismo agarran las asas de una «caja de empatía» que funciona con electricidad, mientras observan un monitor que muestra patrones aparentemente sin sentido hasta que se agarran las manijas. Después de un corto intervalo, el usuario se siente transportado al mundo de Wilbur Mercer, donde sumerge su mente en una experiencia compartida con todos los que estén usando una caja de empatía en el momento. Los usuarios de las cajas de empatía, al utilizarla, reviven en carne propia el eterno ascenso de Mercer y sienten cómo las piedras los golpean, al igual que golpearon a Mercer. Los de las cajas empáticas, resienten el ascenso de Mercer, sienten el sufrimiento de Mercer, entre todos los usuarios se comparten emociones.
El mercerismo mezcla el concepto de una deidad con un ciclo de vida-muerte-renacimiento, al modo de Jesucristo, con la importancia de la unión y la empatía. Es muy importante para los merceristas compartir, cuando sienten que lo necesitan, sus sentimientos. Creen que si una persona tiene un sentimiento de felicidad es inmoral que se lo guarde para sí misma y no se «funda con Mercer en acto de gratitud». Del mismo modo, una persona al sentirse deprimida puede paliar su depresión fundiéndose con Mercer. Cuando una persona se «funde» a través de la caja comparte sus sentimientos con todos los demás. Así, si una persona tiene un sentimiento de pesar, todas las demás podrán sentir una pequeña porción de ese sufrimiento, del mismo modo con la alegría o la felicidad. Una conversación entre Rick y su esposa sobre esta experiencia, resulta especialmente esclarecedora (pág. 179):

«Quiero que todos lo sepan —dijo— Una vez me ocurrió: me fundí y alguien acababa de adquirir un animal. Y otro día —sus rasgos se oscurecieron por un instante; el placer se había disipado—, sentí a una persona cuyo animal había muerto. Otros tenían alegrías que compartir... Yo no tenía ninguna, como sabes; pero eso reanimó a esa persona. Uno puede llegar hasta un suicida en potencia; lo que uno tiene, lo que uno siente, puede...
—Ellos recibirán nuestra alegría —replicó Rick—, pero nosotros cambiaremos lo que sentimos por lo que ellos sienten y la perderemos.
[...]
—No perderemos realmente lo que sentimos, si lo tenemos claramente en el espíritu. Nunca has sentido del todo la fusión, ¿verdad, Rick?».
Philip K. Dick, ¿Sueñan los androides con ovejas eléctricas?

## Temas principales
Al leer la novela se nos presenta el dilema de cuál es el tema principal. En una primera lectura vemos que hay dos temas principales: el asunto religioso del mercerismo y la relación entre hombres y androides, pero ambos temas están tan estrechamente ligados que desembocan en un único tema: la realidad (tema recurrente en las novelas de Philip K. Dick).
A lo largo de la novela destaca la idea de unión espiritual entre todos los seres humanos a través de una máquina con la que los sentimientos de cada persona individual son compartidos por el resto. Sin embargo, es curioso que para lograr esta unidad los seres humanos deban recurrir a una máquina y que, en cierto momento de la novela, se plantea la teoría de que Mercer pueda ser un impostor. Así se ahonda en la idea de que todo lo que parece real para los humanos es algo falso, como ocurre en el caso de los androides. Por otro lado, en muchos aspectos, los objetos artificiales son más perfectos que los reales puesto que no degeneran: los animales eléctricos no enferman y los androides humanos parecen más conscientes de la importancia del concepto de humanidad que los propios hombres.

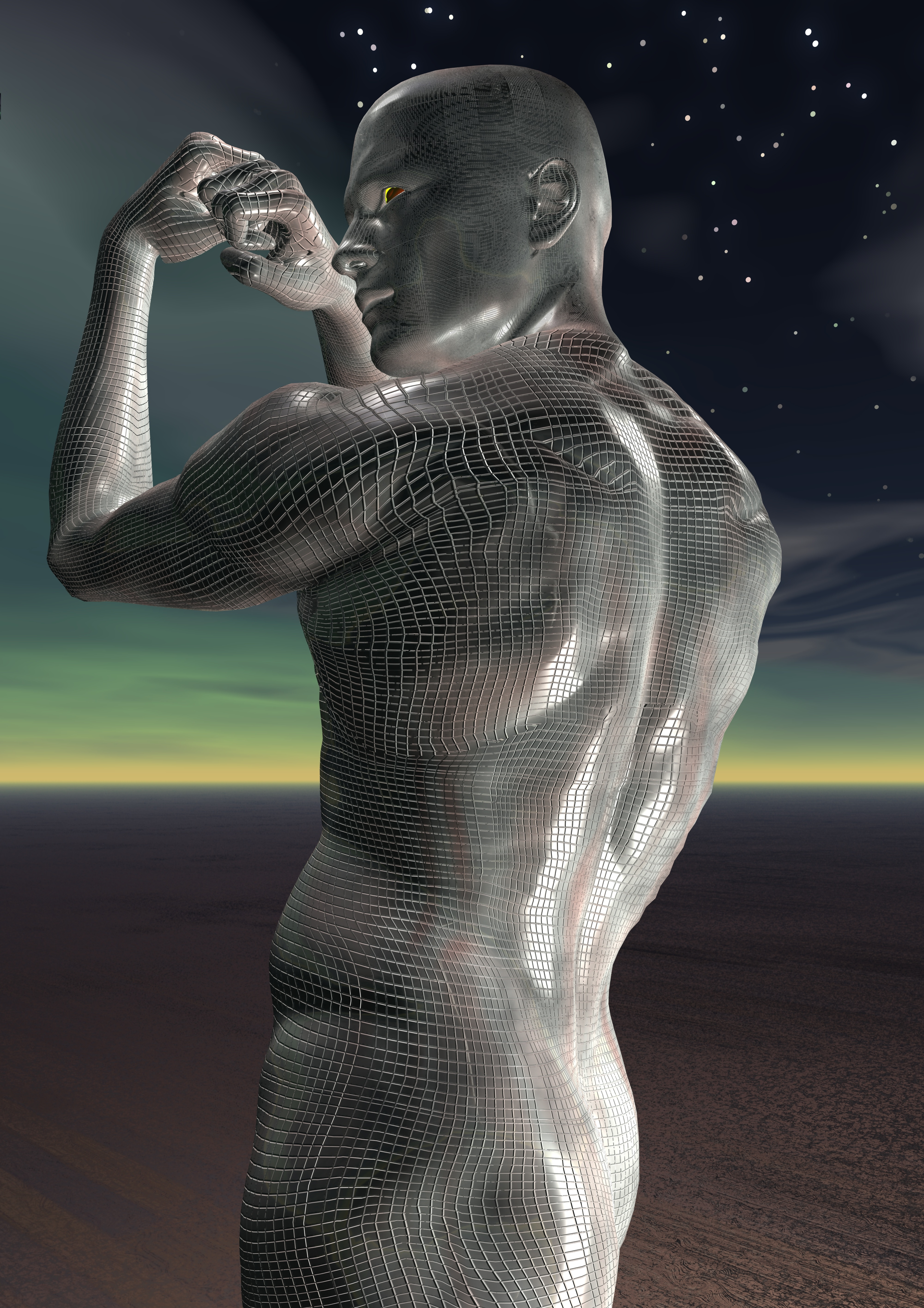
Los androides Nexus-6 de ¿Sueñan los androides con ovejas eléctricas? son indistinguibles físicamente de un ser humano.

Pero, ¿qué es la realidad en este libro? Como se ha mencionado antes, es difícil establecer los límites entre lo que es real y lo que no. La dificultad con la que se encuentra el protagonista a la hora de distinguir a los humanos de los androides es una prueba de esta confusión entre lo real y lo ficticio. Asimismo, el propio mercerismo triunfa por el culto a lo falso: sensaciones falsas que ayudan a evadirse de la realidad, la probable falsedad de Mercer... El sueño de realidad del protagonista, identificado con su necesidad de un animal vivo, se pierde en la nada. De nuevo lo irreal se impone a lo real. Lo vivo está condenado a morir y a degenerar; lo no vivo seguirá ahí para siempre.
Aparte del tema principal de la realidad, la novela plantea muchos otros temas interesantes:

### Jerarquías y subdivisiones de seres vivos y androides
En la Tierra de la posguerra Mundial Terminus, las formas de vida real y artificial están divididas en jerarquías. A los animales se los considera enormemente preciosos, los humanos reciben menos consideración y los androides son simplemente insignificantes. Después de un encuentro sexual, Rachael le dice a Deckard: «A esa cabra nubia negra la quieres más que a mí. Y probablemente más que a tu esposa» (pág. 205). Phil Resch le cuenta a Deckard en otro momento:

«Si incluyéramos a los androides en nuestro espectro de identificación empática, tal como hacemos con los animales [...] Estos Nexus-6... nos pasarían por encima y nos aplastarían. Usted y yo, todos los cazarrecompensas, nos alzamos entre los Nexus-6 y la humanidad como una barrera que los mantiene separados a ambos».
 Philip K. Dick, ¿Sueñan los androides con ovejas eléctricas?

Los tres grupos también están subdivididos. Los humanos están divididos entre aquellos que pueden emigrar fuera de la Tierra y aquellos que, por defectos genéticos producidos en su mayor parte por el polvo radioactivo, no tienen permitido salir del planeta (los llamados «especiales» o «cabezas de chorlito»); y los androides se van mejorando continuamente, creando las empresas nuevos modelos de androide que son superiores a los anteriores.
Sin embargo, esta clasificación tiene muchos fallos, especialmente entre humanos y androides. Los últimos modelos de androide son más inteligentes que algunas clases de humanos. Isidore reconoce a menudo a los tres androides que viven con él como «seres superiores». La empatía es el rasgo que definitivamente separa a esos humanos de los androides. Sin embargo, Deckard nota que, para realizar su trabajo, los cazadores de «andys» (o «andrillos» en algunas traducciones) no deben sentir empatía hacia ellos; así, la superioridad respecto a los androides que cazan es cuestionable. Una conversación entre Deckard y Luba Luft menciona este aspecto:

«—A un androide no le importa lo que le ocurra a otro androide —respondió él— Esa es una de las señales que buscamos. 
—Entonces —dijo la señorita Luft—, usted debe ser un androide. —Eso lo detuvo. La miró. —Puesto que su trabajo consiste en matarlos, ¿no es verdad? Es usted lo que llaman... —trató de recordar. 
—Un cazador de bonificaciones. Pero no un androide. 
—Y el test que quiere aplicarme —dijo, recuperando la voz—, ¿se lo han hecho a usted?».
 Philip K. Dick, ¿Sueñan los androides con ovejas eléctricas?

### El impreciso límite entre lo natural y lo artificial
Dos de las «personas» más respetadas de la Tierra podrían ser creaciones artificiales: el Amigable Buster y Wilbur Mercer. Buster, que realiza 23 horas de televisión y radio al día y a menudo se burla del mercerismo, revela en uno de sus programas que las visiones que se muestran en la caja de empatía podrían estar filmadas de viejas películas de Hollywood, protagonizadas por un actor alcohólico. Según aclara uno de los androides rebeldes, la actitud de Buster se debe a que él mismo es un androide. Así que Mercer podría ser solamente un programa de ordenador o un androide, puesto que él, al igual que Buster, ostenta la aparente inmortalidad y resistencia infinita a la fatiga que le permiten renovarse continuamente: caer en el mundo tumba para luego volver a elevarse.
Otro de los hechos en los que se refleja esta dificultosa diferenciación es en el hecho de la existencia de animales eléctricos que remplazan a animales verdaderos y parecen sentir y vivir como ellos, y hacia los cuales sus dueños guardan sentimientos como si fueran mascotas verdaderas.
Además, los escapes clandestinos de los androides hacia la Tierra revelan que ellos tienen una capacidad para desear e imaginar una vida mejor para sí mismos. Esto está mostrado claramente en el personaje de Luba Luft, la androide cantante de ópera. Los androides en la historia, si bien no tienen sentimientos de empatía, tienen sueños, deseos, miedo a la muerte; sin embargo, no son considerados como equiparables a los que sienten los humanos.
Mientras que los androides luchan por una verdadera satisfacción, muchos seres humanos dependen de medios artificiales para experimentar sentimientos o felicidad, como el Órgano de Ánimos Penfield.

«La mayoría de los androides que he conocido tenían más deseo de vivir que mi esposa».
 Philip K. Dick, ¿Sueñan los androides con ovejas eléctricas?

### Decadencia y renovación
Las fuerzas opuestas de la decadencia y la renovación juegan un rol muy importante en este libro. Esto se ve claramente en la alegoría de Mercer, quien posee la habilidad de resucitar la vida y que continuamente está volviendo a hundirse en el «mundo tumba» para luego resucitar y volver a escalar la cuesta. 
El mundo de ¿Sueñan los androides con ovejas eléctricas? es un mundo gris, desolado, lleno de silenciosos apartamentos vacíos en progresiva ruina, donde todo parece deteriorarse minuto a minuto, debido simplemente a que la Tierra está siendo abandonada: la gente busca a toda costa emigrar y la ONU impulsa a las personas a dejar el planeta. De esta manera, el planeta va quedando progresivamente cada vez más vacío y «kippelizado». «Kippel» («kipple» en la versión original y «basugre» en algunas traducciones) es el término usado para los objetos no deseados o inútiles que tienden a acumularse progresivamente. Dick se refiere aquí al concepto físico de entropía.

«Kippel son los objetos inútiles, las cartas de propaganda, las cajas de cerillas después de que se ha gastado la última, el envoltorio del periódico del día anterior. Cuando no hay gente el kippel se reproduce [...] cada vez hay más».
 Philip K. Dick, ¿Sueñan los androides con ovejas eléctricas?

La primera Ley de Kippel es que el kippel expulsa a lo que no es kippel. Otros términos referidos al kippel son: kippelizado, factor kippel y kippelización. Un apartamento puede verse infestado de kippel. Como explica Isidore (Pág. 74): 

«Nadie puede vencer al kippel, salvo, quizás, en forma temporaria y en un punto determinado, como mi apartamento [...] Pero algún día me iré, o moriré, y entonces el kippel volverá a dominarlo todo. Todo el universo avanza hacia una fase final de absoluta kippelización».
 Philip K. Dick, ¿Sueñan los androides con ovejas eléctricas?

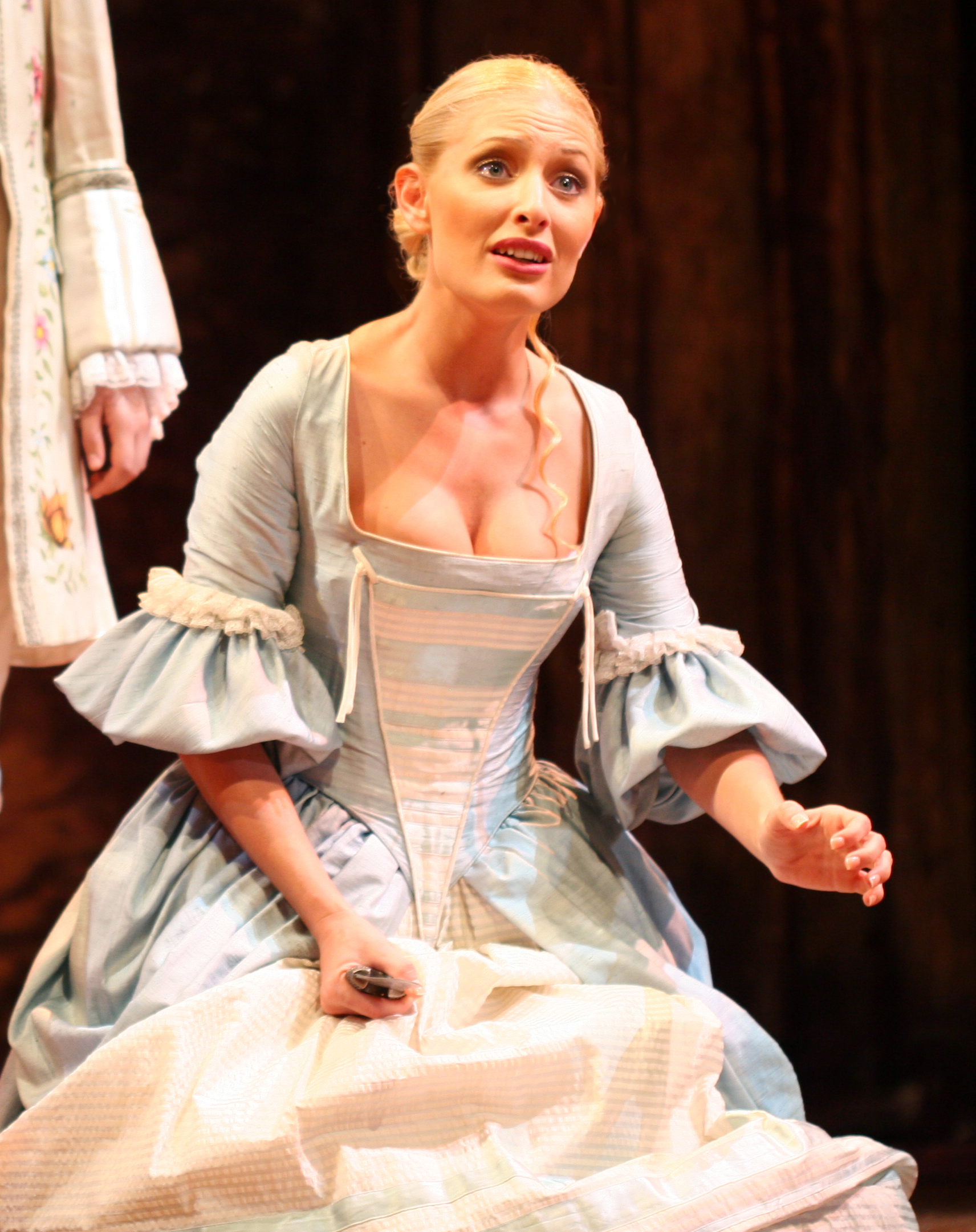
Luba Luft es Pamina en una representación de La flauta mágica en la Ópera de San Francisco.

Deckard ve la inevitable decadencia del mundo y su propio papel en esta mientras ve a Luba Luft cantar en el ensayo de La flauta mágica (Pág. 106):

«Este ensayo terminará, la representación también, los cantantes morirán y finalmente la última partitura de la música será destruida de un modo u otro, el nombre de Mozart se desvanecerá y el polvo habrá vencido, si no es en este planeta en otro cualquiera. Sólo podemos escapar por un rato. Y los andrillos pueden escapar de mí, y sobrevivir un rato más. Pero los alcanzaré o lo hará otro cazador de recompensas. En cierto modo —observó—, yo soy parte del proceso de destrucción entrópica. La Rossen Association crea y yo destruyo. O al menos, eso debe parecerles a los androides».
Philip K. Dick, ¿Sueñan los androides con ovejas eléctricas?

Más adelante, cuando Deckard se plantea dejar su trabajo, Mercer le indica:

«—Te verás forzado a hacer el mal allá donde vayas —dijo el anciano—. Es la condición esencial de la vida verse requerido a traicionar la propia identidad. Siempre llega el momento en que todo ser vivo debe hacerlo. Es la sombra última, la derrota de la creación: es la maldición de la obra, la maldición que se alimenta de toda vida. Hasta en el último rincón del universo».
Philip K. Dick, ¿Sueñan los androides con ovejas eléctricas?

## Adaptación al cine:Blade Runner

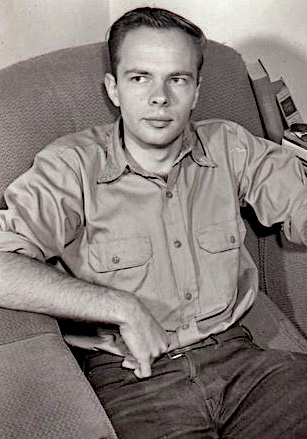
Philip K. Dick, autor de ¿Sueñan los androides con ovejas eléctricas?

Hacia 1977 Hampton Fancher escribió el guion de una película basada libremente en la novela de Philip K. Dick. Sin embargo, los borradores de Fancher se enfocaban más en los problemas medioambientales y menos sobre las cuestiones de humanidad y religión, que era la parte central de la novela. Cuando el director Ridley Scott se unió a la película, quiso realizar numerosos cambios al guion y, finalmente, contrató a David Webb Peoples para realizar las modificaciones después de que Fancher se negase.
Como resultado de las diferencias del guion de Fancher con la novela, de las numerosas reescrituras antes y durante el rodaje y de que Ridley Scott no había leído completamente la obra de Dick, la película se apartaba perceptiblemente de su inspiración original. Los cambios han impulsado a muchos críticos y seguidores a considerar ambos como trabajos independientes, a pesar de que la novela fue reimpresa en 1982 con el título de Blade Runner y debajo el nombre original entre paréntesis, obedeciendo a razones de mercadotecnia por la popularidad de la película. Algunos de los temas de la novela se redujeron al mínimo o se eliminaron completamente, incluyendo la fertilidad/esterilidad de la población, la religión, los medios de comunicación, las mascotas reales y sintéticas y las emociones.
En un primer momento, Philip K. Dick criticó los primeros borradores de Fancher en un artículo de Select TV Guide de Los Ángeles. Sin embargo, tras ver por las noticias de KNBC-TV varios fragmentos de los efectos especiales de Douglas Trumbull, leer la versión del guion de febrero de 1981 —a la que calificó de «salto cuántico hacia arriba»— y ver el rodaje de una persecución de Ford a través del programa Hooray for Hollywood en KABC-TV, empezó a mostrarse entusiasmado, a pesar de que la trama difería significativamente de la de su libro y de su escepticismo sobre Hollywood.

«¡No podía creer lo que estaba leyendo! Fue simplemente sensacional: aún era el guion de Hampton Fancher, pero milagrosamente transfigurado, por así decirlo. Todo había sido simplemente rejuvenecido de una manera muy fundamental [...] Me sorprendió que Peoples pudiera hacer que algunas de esas escenas funcionaran. Me enseñó cosas sobre escritura que no sabía [...] Lees el guion y luego vas a la novela, y es como si fueran dos mitades de una meta-obra, un meta-artefacto. Es simplemente emocionante. Como dijo mi agente, Russell Galen, "Cuando una adaptación cinematográfica de Hollywood sobre un libro funciona, siempre es un milagro". Porque en realidad sencillamente no puede suceder. Sucedió con The Man Who Fell to Earth y ha ocurrido con Blade Runner, estoy seguro ahora».
—Philip K. Dick, en septiembre de 1981, tras leer el guion de rodaje firmado por Fancher y Peoples

Aunque no llegó a ver la película de forma íntegra, en diciembre de 1981, poco antes de su muerte, Dick fue invitado por los productores al estudio donde estaba siendo editada. Allí mantuvo un encuentro con Scott y pudo visualizar veinte minutos de escenas de Blade Runner. Dick se mostró cautivado por ellas y pidió que volvieran a proyectárselas, manifestando además que habían capturado la textura y el tono de las imágenes que él había imaginado. El escritor falleció en marzo de 1982, unos tres meses antes del estreno del film. En los créditos finales de Blade Runner aparece la dedicatoria de la misma a Philip K. Dick.

### Diferencias entre la novela y la película
La trama y caracterizaciones de ¿Sueñan los androides con ovejas eléctricas? son muy diferentes a las de su adaptación al cine, Blade Runner. Podría decirse que la película se encuentra ambientada en un universo cercano al descrito en el libro de Philip K. Dick, pero obvia temas de gran importancia en este, como la religión (con la presencia de Mercer, una especie de Ser Supremo), el cuidado de animales como símbolo de estatus social, la presencia de polvo radioactivo, etc. Algunas diferencias son:
- La película tiene lugar en la ciudad de Los Ángeles en el año 2019, mientras que la novela transcurre en San Francisco el año 1992 (2021 en algunas ediciones recientes).
- El Órgano de Ánimos Penfield, las cajas de empatía, el Amigable Buster y el mercerismo no son mencionados en la película.
- En la película no se menciona que la atmósfera posea polvo radioactivo, mientras que en la novela este está presente constantemente. Los personajes masculinos en la novela deben usar protectores genitales de plomo para evitar quedar estériles.
- En la novela, el planeta ha perdido la mayor parte de la población mundial a causa de la Guerra Mundial Terminus y la posterior huida a las colonias en Marte. Edificios de miles de apartamentos están vacíos o, en muchos casos, solo viven un centenar de personas. En la película, la ciudad de Los Ángeles es presentada como una metrópolis con millones de habitantes, similar a Tokio en la vida real.
- En la novela, poseer y cuidar un animal es considerado signo de alto estatus social, pero como son sumamente costosos debido a su escasez tras la Guerra Mundial Terminus, se suelen utilizar réplicas artificiales. Una de las obsesiones de Deckard es la de reemplazar su oveja eléctrica por un animal vivo. Incluso acepta el trabajo de eliminar a los Nexus-6 para obtener las recompensas y así poder comprarlo.
- En la versión original de la película, Deckard está divorciado y no casado, además de que su relación con Rachael es más intensamente romántica y disfrutan de un final feliz. En el montaje del director y el montaje final también tienen un romance, pero no se hace mención a una esposa o un divorcio de Deckard.
- Al inicio del film Deckard está retirado, mientras que en el comienzo del libro ejerce como cazador de recompensas.
- En la película, los cazadores de androides son conocidos como blade runners. En el libro no se menciona esa denominación, sino la de «cazador de recompensas» o «cazador de bonificaciones».
- Los androides son llamados «replicantes» en la película, mientras que en el libro se los menciona a menudo como «andys» (de «androide», despectivamente).
- En la película, el personaje de Luba Luft es sustituido por el de Zhora, una bailarina exótica. En la novela, Luft es una talentosa y joven cantante de ópera que Deckard admira. Cuando ella es asesinada por Phil Resch, otro cazador de recompensas, Rick piensa mucho en el hecho de que el mundo había sido privado de una voz tan hermosa como la de Luba. Esta angustia no se menciona en el filme, aunque puede aparecer implícita a través de la música y efectos de cámara.

«Luba era una cantante maravillosa, todo el mundo podía disfrutar de sus dotes. Esto es una locura».
Philip K. Dick, ¿Sueñan los androides con ovejas eléctricas?

- En la novela, los androides parecen «darse por vencidos» cuando se encuentran con una muerte que parece inevitable, mientras que en la película son más combativos. Además, los androides son mucho menos agraciados combatiendo en la novela que en la película, donde las escenas de lucha son más dramáticas.
- Roy, el líder de los androides rebeldes, no fuerza una confrontación a muerte con su creador en el libro. En este, él se mantiene escondido en el apartamento de Isidore hasta que Deckard va a buscarlo para «retirarlo».
- En la novela, Rachael y Pris son físicamente idénticas. En el filme no lo son, siendo interpretadas por dos actrices diferentes, Sean Young y Daryl Hannah.
- En el libro, J. R. Isidore es un «cabeza de chorlito», una persona considerada subinteligente, un anormal, así que no se le permite emigrar. En la película se llama J. F. Sebastian y es un brillante diseñador de androides que no puede emigrar debido a un desorden hormonal que lo hace envejecer más rápidamente.
- En la novela, los androides viven un promedio de alrededor de cuatro años, debido a que sus células no pueden ser remplazadas a medida que se deterioran. El filme Blade Runner describe los cuatro años de vida más como una medida de seguridad que como un problema metabólico, puesto que se busca asegurar que los androides no vivan lo suficiente como para alcanzar un grado mayor de «humanidad».
- La película deja en el aire la pregunta de si Deckard es o no un androide. En la novela Deckard parece ser humano, logrando pasar el test Voight-Kampff, aunque durante la misma se pone en duda la confiabilidad de la prueba.

## Adaptación a cómic

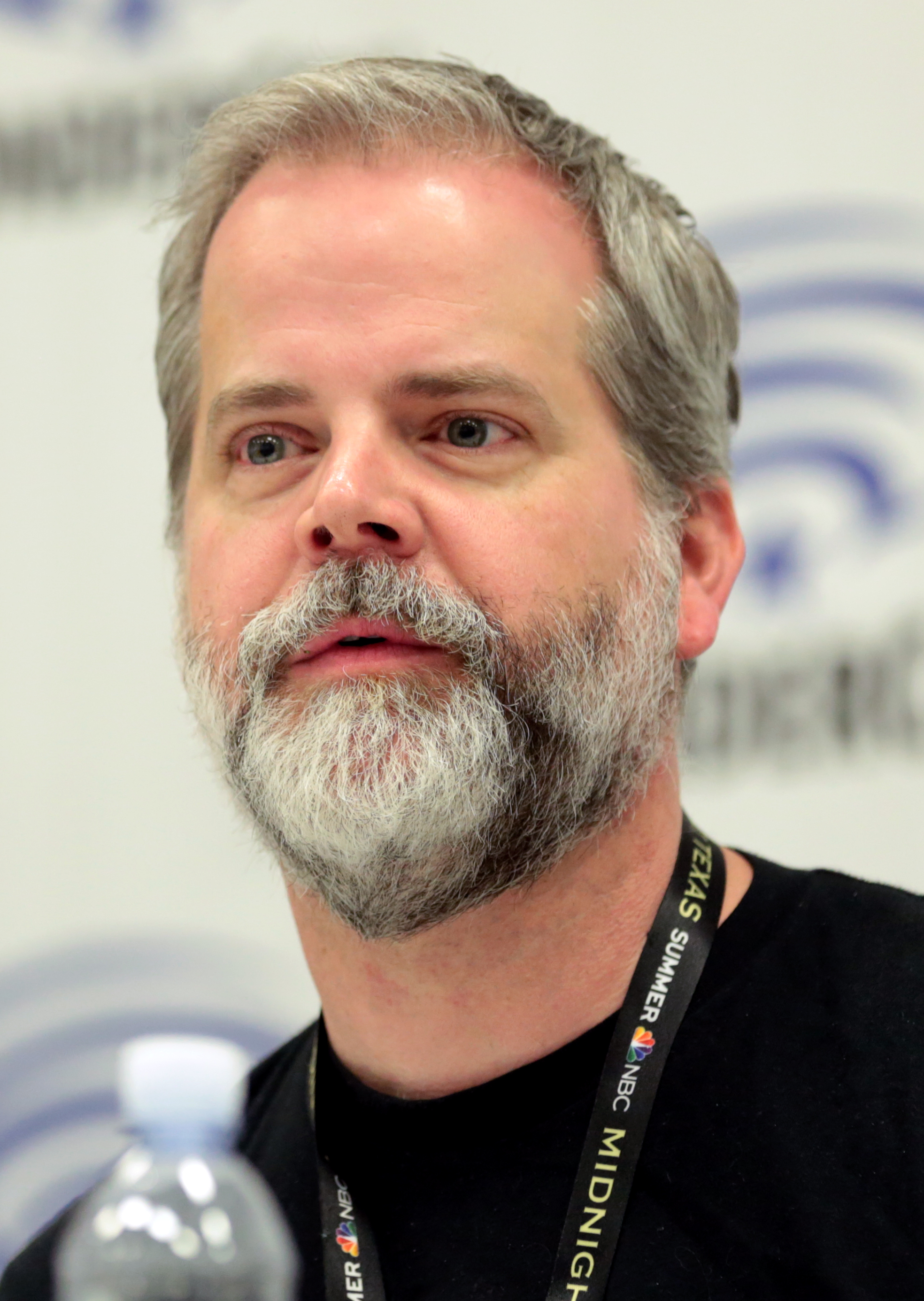
Chris Roberson escribió Dust to Dust, serie de cómics precuela del libro de Dick.

### Do Androids Dream of Electric Sheep?
En 2009, BOOM! Studios publicó Do Androids Dream of Electric Sheep?, una serie limitada de comic book de 24 números y adaptación directa de la novela homónima de Philip K. Dick. Fue dibujada por Tony Parker y nominada para un Premio Eisner en la categoría de Mejor Serie Nueva. Los personajes de la adaptación fueron dibujados con un aspecto similar al que presentan en la película de 1982. La serie posee una valoración media de 7 con base en 13 opiniones profesionales en el agregador de críticas Comic Book Roundup.

### Dust to Dust
Para 2010, BOOM! Studios lanzó Dust to Dust, una nueva serie limitada de comic book de 8 números que sirve como precuela de los eventos de la novela, Blade Runner (1982) y el cómic Do Androids Dream of Electric Sheep? (2009). Escrita por Chris Roberson y dibujada por Robert Adler, detalla los días posteriores a la finalización de la Guerra Mundial Terminus. Fue comercializada con un adelanto digital de ocho páginas lanzado en iPad, iPhone y iPod touch. Se encuentra valorada con una nota media de 7.7 basada en 8 críticas profesionales en el sitio web Comic Book Roundup.

## Secuelas
Hay tres novelas oficiales y autorizadas que son secuelas de ¿Sueñan los androides con ovejas eléctricas? y de Blade Runner. Fueron escritas por un amigo de Dick, K. W. Jeter, y continúan la historia de Rick Deckard intentando resolver las diferencias entre Blade Runner y ¿Sueñan los androides con ovejas eléctricas? Al presentar la primera de ellas algunas incongruencias con Blade Runner y Blade Runner 2049, incluyendo el regreso de un personaje muerto, J. F. Sebastian, o la modificación de la naturaleza de Pris, son consideradas dentro de la franquicia Blade Runner como parte de un universo expandido no canónico.
- Blade Runner 2: The Edge of Human (1995)
- Blade Runner 3: Replicant Night (1996)
- Blade Runner 4: Eye and Talon (2000)

## Premios
- 1968 - Nominada a los premios Nébula, categoría Novela
- 1998 - «Locus Poll Award», la mejor novela de ciencia ficción anterior a 1990 (Lugar: 51)

## En la cultura popular
- «¿Sueñan los androides con ovejas eléctricas?» es también una canción del grupo barcelonés Piorreah perteneciente a su 2.ª maqueta Todo el día (1985), inspirada en el relato de Dick y en la película de Ridley Scott.[19]
- El rótulo «Phillip K. Dick Cinema» (sic.) aparece en la portada del álbum Somewhere in Time (1986) de Iron Maiden, que incluye numerosos guiños al universo de Blade Runner.[20]
- Una serie de televisión de 2017 basada en el trabajo de Dick recibe el nombre de Philip K. Dick's Electric Dreams en referencia al título de la novela.
- En 2024, se estrenó en el canal de televisión español La 2 un programa divulgativo sobre literatura llamado Ovejas eléctricas, en referencia a la novela.[21]